# Let Me Off Uptown (chanson)
Let Me Off Uptown est une chanson de jazz composée en 1941 par le saxophoniste, arrangeur et chef d'orchestre américain Earl Bostic, avec des paroles écrites par Redd Evans.

## Historique

### Composition

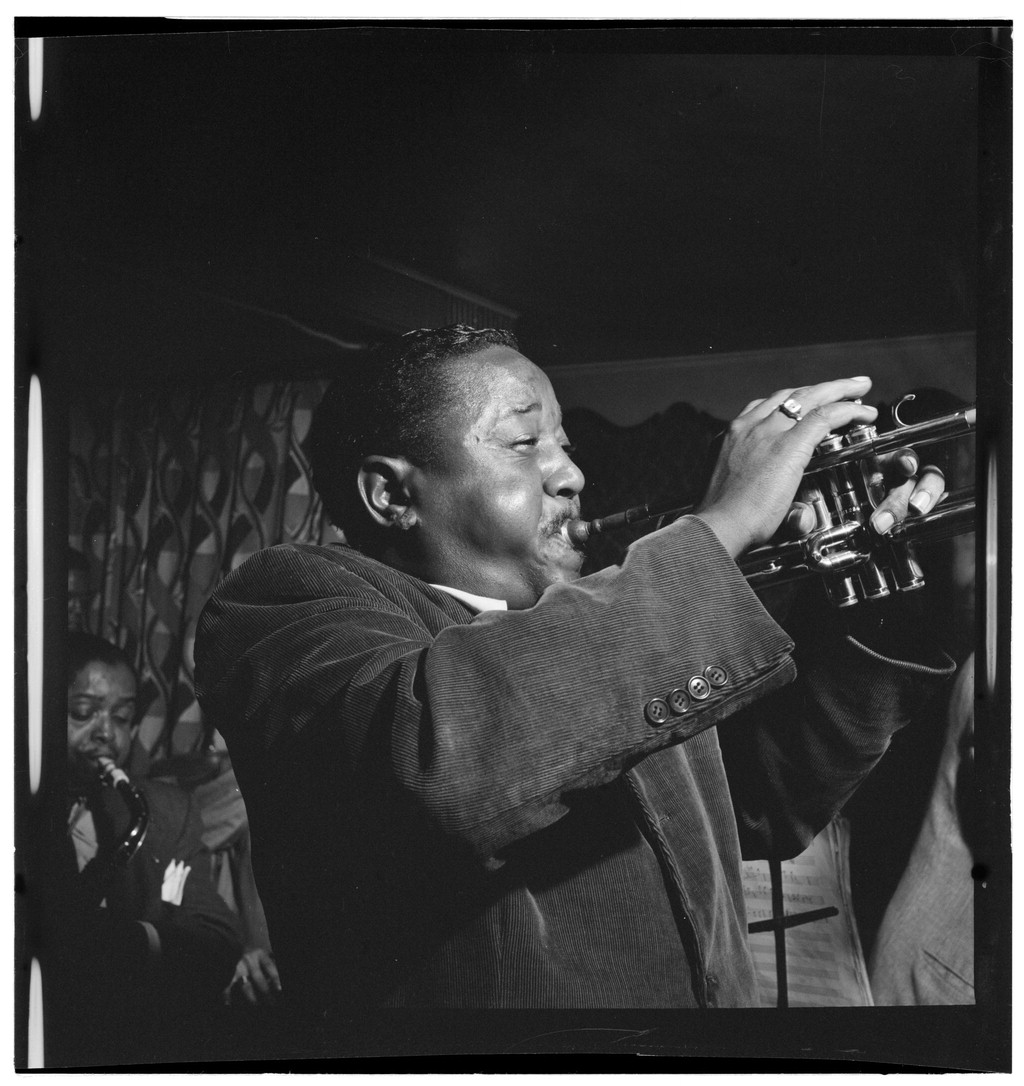
Roy Eldridge.

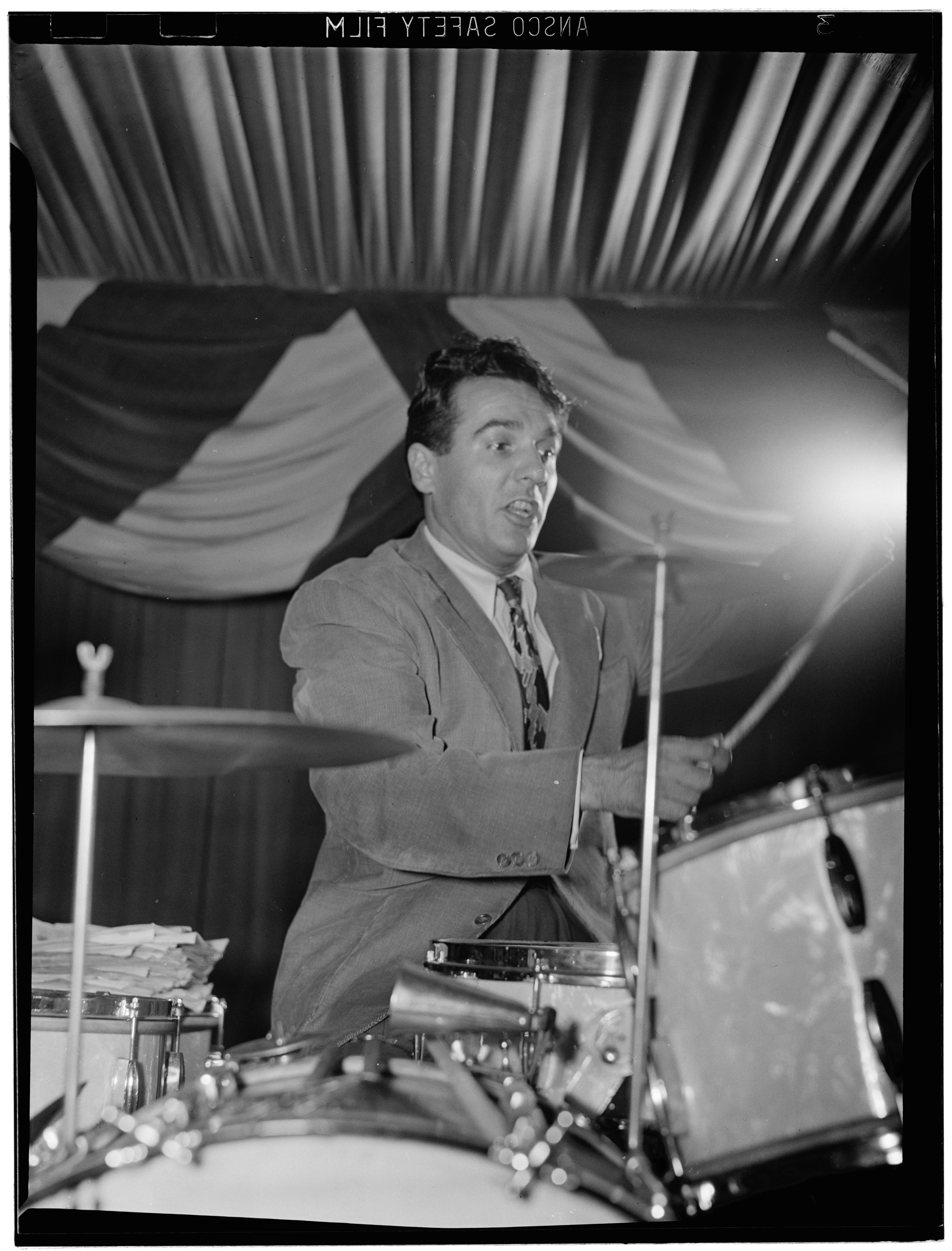
Gene Krupa.

Earl Bostic écrit la chanson Let Me Off Uptown en 1941 pour Gene Krupa et son Orchestre. Les paroles sont écrites par Redd Evans,,, un parolier né en 1912 et mort en 1972.

### Enregistrement et publication
« Après de mauvaises expériences lors de brefs passages chez Benny Goodman et même Raymond Scott, Anita O'Day gagne une place dans le groupe de Gene Krupa en 1941. Quelques semaines plus tard, Krupa engage également le trompettiste Roy Eldridge, et le trio devient un groupe efficace, avec des tubes comme Let Me Off Uptown, Boogie Blues et Just a Little Bit South of North Carolina ».
Let Me Off Uptown, enregistré avec le trompettiste Roy Eldridge et la chanteuse bebop Anita O'Day,, sort en 1941 comme face A d'un disque 78 tours publié aux États-Unis par le label Okeh, qui appartenait alors à Columbia Records, et au Canada par Columbia lui-même,.
Le disque, dont la face B est le morceau Flamingo composé par Edmund Anderson et Ted Grouya, obtient un grand succès,. Avec ce morceau, Anita O'Day secoue les fondations de la musique populaire américaine en tant que « canari » de 22 ans en première ligne du big band de Gene Krupa.

### Reprises

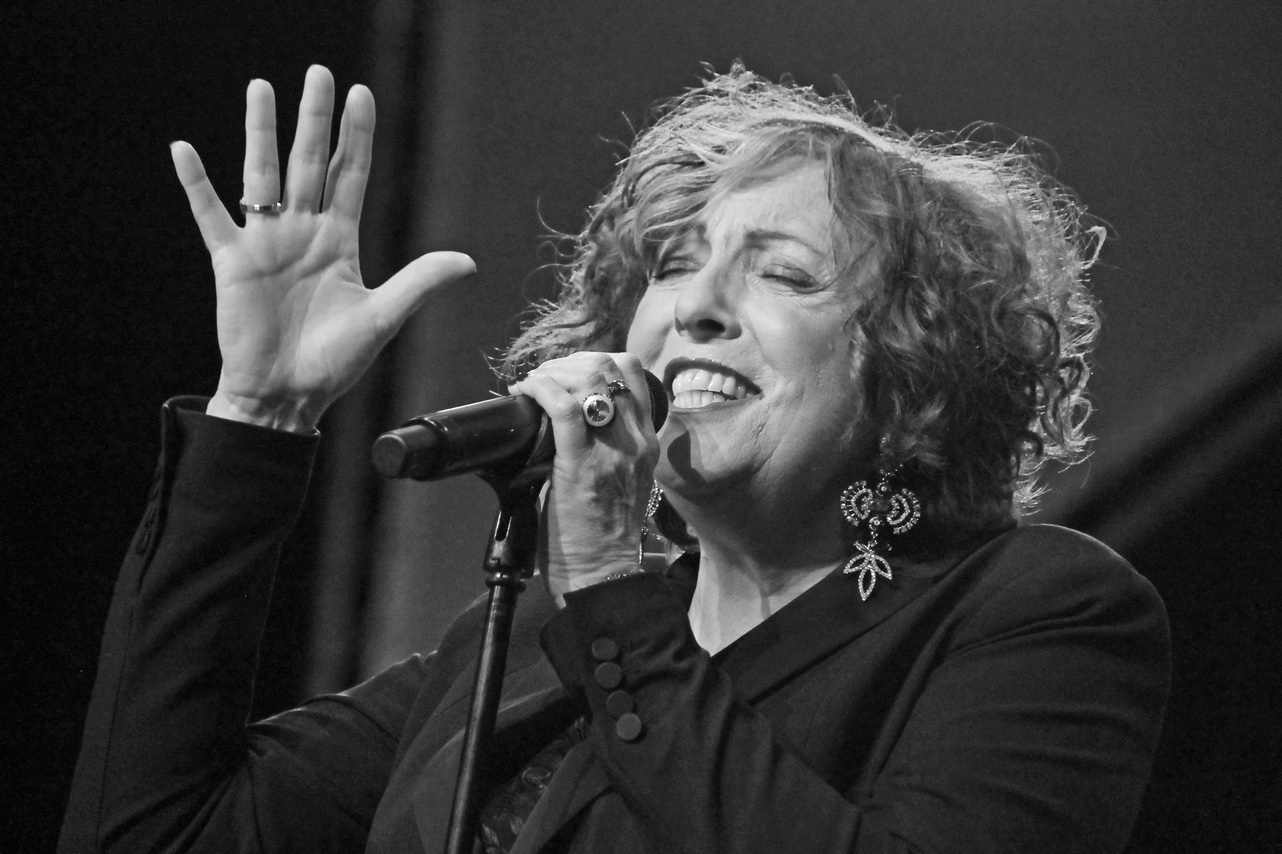
Cheryl Bentyne.

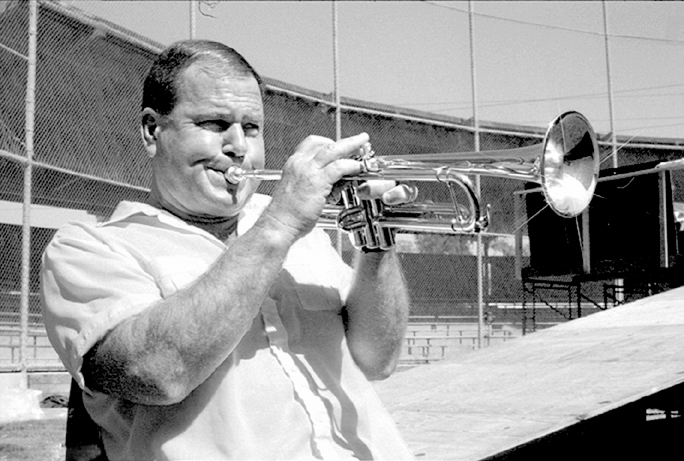
Jack Sheldon.

Let Me Off Uptown est par ailleurs enregistré le 24 juin 1941 par le chef d'orchestre et trompettiste Larry Clinton et son Orchestre, avec Butch Stone au chant et au saxophone, Bill Straub au piano et George Rose à la guitare.
Le titre ressort en 1956, interprété par Gene Krupa, Anita O'Day et Roy Eldridge, comme face B d'un disque 45 tours  publié par le label Verve Records, dont la face A est Boogie Blues, interprété par les mêmes.
Dans les années 1990, le morceau Let Me Off Uptown apparaît sur deux CD de compilation : Roy Eldridge with the Gene Krupa Orchestra Featuring Anita O'Day - Uptown (1990) et Let Me Off Uptown! - Anita O'Day - Gene Krupa, tous deux parus chez Columbia,,.
Il est repris en 2005 par Cheryl Bentyne sur l'album Let Me Off Uptown par lequel elle rend hommage à Anita O'Day que « la plupart des amateurs de jazz considèrent comme l'une des meilleures chanteuses que le genre ait pu offrir dans les années 1940 et 1950 »,,.

## Description
Dans la version originale de 1941, « Let Me Off Uptown met Anita en scène dans un duo campagnard avec Roy Eldridge ». La chanson commence par un dialogue amusé entre Anita et le trompettiste, sorti de l'orchestre :
Anita : Hey Joe.
Roy : What do you mean Joe? My name's Roy.
Anita : Well come here Roy and get groovy. You been uptown?
Roy : No I ain't been uptown, but I've been around.
Anita : You mean to say you ain't been uptown?
Roy : No, I ain't been uptown. What's uptown?
Pour la version de Cheryl Bentyne en 2005, Corey Allen (pianiste, producteur et époux de la chanteuse) raconte dans la notice du CD (original liner notes) : « J'ai demandé à Jack Sheldon s'il voulait jouer le rôle de Roy Eldridge. Il a accepté de bonne grâce. Vous pouvez entendre que Cheryl et Jack s'amusaient beaucoup dans le studio ». Cheryl Bentyne et Jack Sheldon s'amusent en effet à transposer le dialogue d'introduction, l'apostrophe Hey Joe devenant Hey Roy, le personnage du trompettiste Roy étant remplacé par celui de Jack et les paroles étant légèrement modifiées :
Cheryl : Hey Roy.
Jack : Honey, my name is not Roy! It's Jack.
Cheryl : Well look here Jack and let's keep grooving. Say, you've been uptown?
Jack : No I ain't been uptown, but I've been around.
Cheryl : You mean to say you've never been uptown?
Jack : No, I ain't been uptown. What's uptown?
Au milieu du morceau, un nouveau dialogue humoristique a lieu entre les deux partenaires et introduit le solo de trompette :
Roy : Anita, oh Anita! Say, I feel something!
Anita : What you feel Roy? The heat?
Roy : No, it ain't the heat !  It must be that uptown rhythm, because I feel like blowing!
Anita : Wow blow Roy, blow!
À nouveau, Cheryl Bentyne et Jack Sheldon modifient légèrement le dialogue :
Jack : Oh Cheryl, sweet Cheryl, you look so good ! I think I'm feeling something!
Cheryl : What are you feeling Jack? The heat?
Jack : No, it ain't the heat ! It must be that uptown rhythm. I feel like blowing!
Cheryl : Well blow Jack, blow!